# PAEP
La PAEP es una prueba de aptitudes para estudios de postgrado desarrollada por el Instituto Tecnológico y de Estudios Superiores de Monterrey en colaboración con la Universidad de Harvard. La prueba está diseñada con un sistema de puntaje máximo de 800, el cual involucra desde razonamiento lógico hasta razonamiento matemático.

## Claves
Existen tres claves A, B y C:
- A: fue la primera clave en desarrollo. Tiene un grado de dificultad más alto que el resto.
- B: fue desarrollada con base en la primera pero con un nivel de dificultad más bajo.
- C: es un híbrido de las dos claves anteriores, una mezcla de preguntas contenidas en ambas claves.

- Datos: Q6055280